# Дэвис, Ким (чиновница)
Ким Дэвис, полное имя Кимберли Джин Бэйли Дэвис (англ. Kimberly Jean Bailey Davis, род. 17 сентября 1965) — американская госслужащая, чиновница округа Роуэн в штате Кентукки. Известна тем, что в июне 2015 года прекратила выдачу свидетельств о браке в своём округе в знак протеста против решения Верховного суда США по делу Обергефелл против Ходжеса, гарантировавшего однополым парам право вступать в брак на всей территории страны.
Две однополые и две разнополые пары, не сумев получить свидетельства в своём округе, подали на Дэвис в суд. 12 августа 2015 года судья Дэвид Баннинг огласил предварительное решение суда, в котором Дэвис было приказано возобновить выдачу свидетельств о браке. Дэвис ответила отказом и сослалась на первую поправку к конституции, защищающую её религиозные убеждения, которые запрещают ей выдавать свидетельства однополым парам.
Пытаясь опротестовать решение Баннинга, Дэвис подала апелляцию сначала в апелляционный суд шестого округа, к которому относится штат Кентукки, а затем и в Верховный суд. Оба суда отказались удовлетворить апелляцию Дэвис.
1 сентября 2015 года истцы снова попытались получить свидетельства в офисе Дэвис и снова получили отказ, причём Дэвис отказывала им «именем Господа».
После этого истцы повторно подали в суд на Дэвис, утверждая, что она своими действиями проявляет неуважение к суду.
Поскольку должность, которую занимает Дэвис, выборная, её нельзя было уволить за неисполнение обязанностей, а можно было только объявить импичмент и отстранить от должности на очередном заседании Генеральной Ассамблеи штата Кентукки, которая, однако, собирается один раз в год в январе. Губернатор Кентукки Стив Бешир отказался собирать внеочередное заседание, ссылаясь на высокую стоимость этого мероприятия.
3 сентября 2015 года судья Баннинг приказал поместить Дэвис под стражу за отказ выполнять предыдущее решение суда. Несмотря на то, что истцы просили только оштрафовать Дэвис, Баннинг узнал о том, что её единомышленники начали сбор средств на оплату её штрафов и судебных издержек, и решил, что штрафы не станут для неё достаточно внушительным наказанием.
В суд были вызваны также шестеро подчинённых Дэвис, которым она запретила выдавать свидетельства. Пятеро из них заявили, что не имеют ничего против выдачи свидетельств однополым парам. Шестой, сын Дэвис Натан, отказался, однако судья заявил, что не будет применять к нему санкций при условии, что тот не станет вмешиваться в работу коллег.
Сама Ким Дэвис сказала, что ни одно свидетельство, выданное её подчинёнными, не будет действительно без её подписи, однако окружной прокурор Сесил Уоткинс отверг это заявление.
Через 5 дней, 8 сентября 2015 года, судья Баннинг освободил Дэвис из-под стражи, но запретил ей вмешиваться в работу подчинённых по выдаче свидетельств.
На свой пост была избрана в 2014 году от Демократической партии, в 2015 году перешла в Республиканскую партию. С 2011 года принадлежит к общине пятидесятников-единственников.